# Aleksander Świętochowski

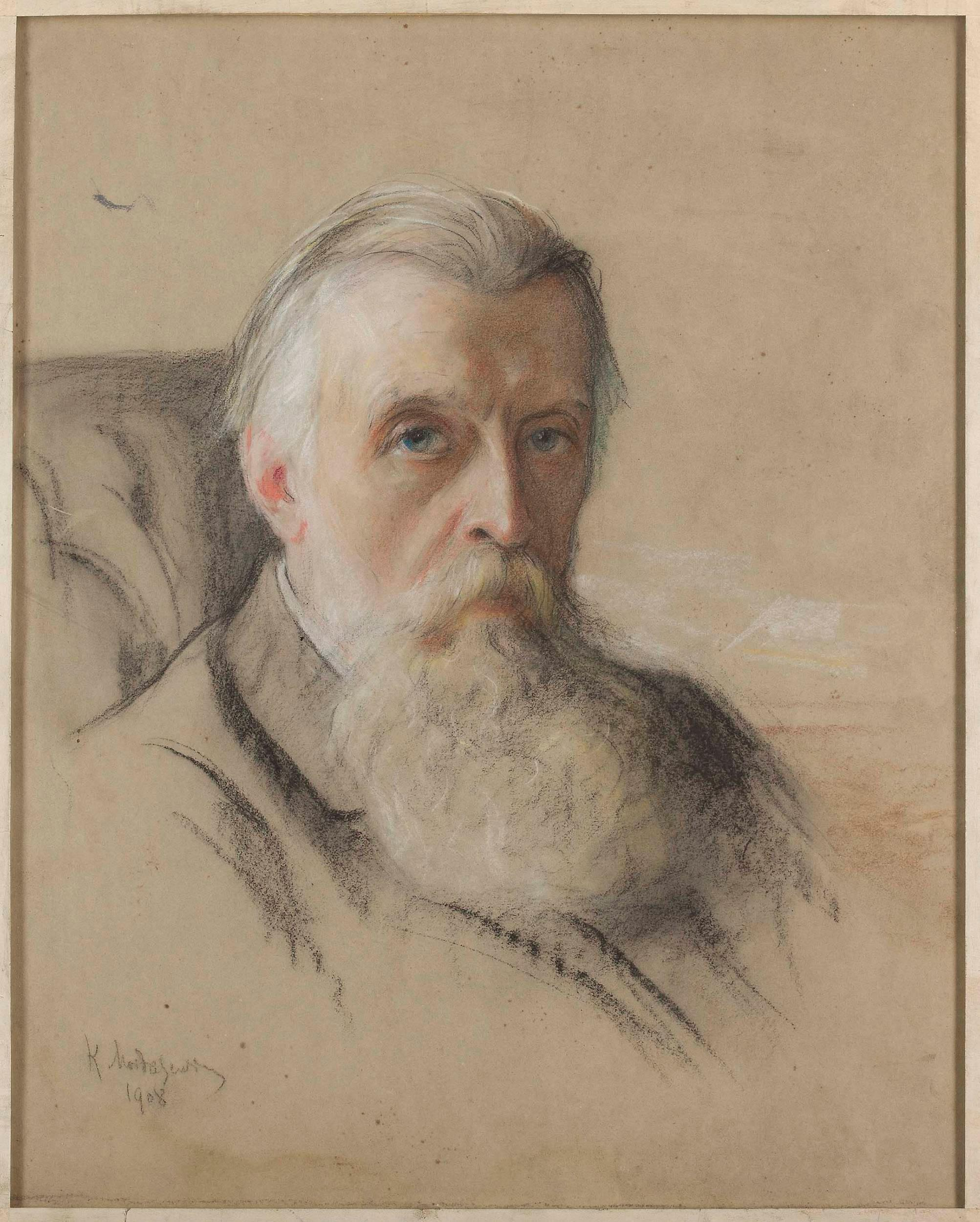
Aleksander Świętochowski, pastel Kazimierza Mordasewicza, 1908

Aleksander Świętochowski, ps. „Władysław Okoński”, „Poseł Prawdy”, „O.Remus”, „Oremus”, „Liber”, „Gezyasz”, „Nauczyciel” i in. (ur. 18 stycznia 1849 w Stoczku Łukowskim, zm. 25 kwietnia 1938 w Gołotczyźnie) – polski pisarz, publicysta, filozof i historyk, aforysta, krytyk, publicysta polityczny, działacz społeczny.

## Życiorys
W młodości uczęszczał do szkół w Siedlcach i Lublinie, gdzie ukończył gimnazjum. Studia w Szkole Głównej i na Cesarskim Uniwersytecie Warszawskim odbywał w latach 1866–1870 na wydziale filologiczno-historycznym. W 1874 roku wyjechał do Lipska. Na tamtejszej uczelni uzyskał doktorat z filozofii (praca O powstaniu praw moralnych). Powrócił do Warszawy, gdzie publikował artykuły w „Przeglądzie Tygodniowym”. Współpracę z redakcją zakończył w 1878 roku, jednocześnie rozpoczynając pracę w redakcji dziennika „Nowiny” (do 1881 roku).
Po odejściu z „Nowin” założył tygodnik „Prawda”, który redagował do roku 1902 (stworzył cykl felietonów Liberum veto). W latach 1908–1912 redagował miesięcznik „Kultura Polska”, następnie „Humanista Polski” współpracował też z „Myślą Narodową”. Oprócz artykułów społeczno-politycznych i krytycznoliterackich pisywał tam również felietony pod pseudonimem „Poseł Prawdy”. Poza publicystyką uprawiał też twórczość dramaturgiczną i nowelistyczną.
Prowadził także działalność społeczno-oświatową. Za największe dzieło swojego życia w tej dziedzinie uważał powstanie jeszcze pod rozbiorami szkół rolniczych w Gołotczyźnie – szkoły gospodarstwa domowego dla dziewcząt wiejskich (1909) założonej przez właścicielkę wsi Aleksandrę Bąkowską i 3 lata później szkoły rolniczej dla chłopców o nazwie Bratne. Należał do czołowych ideologów i przywódców pozytywizmu warszawskiego.
W latach (1906–1913) założył i był prezesem Towarzystwa Kultury Polskiej. Był gorącym rzecznikiem postępu, oświaty, kultury, walczył o równe prawa dla kobiet, Żydów, zwalczał konserwatyzm, wstecznictwo i klerykalizm.
Od 1912 roku do śmierci mieszkał w Gołotczyźnie, gdzie związał się wspólną ideą i głębszym uczuciem osobistym z Aleksandrą Bąkowską (z żoną od wielu lat był w faktycznej i całkowitej separacji). W 1921 r. związał się zaś z zaledwie 20-letnią wówczas, więc młodszą o ponad 50 lat, Marią Żydowo, z którą ożenił się w 1932 roku, zaraz po śmierci żony. Zmarł 25 kwietnia 1938 roku w Gołotczyźnie. Pochowany jest na cmentarzu w Sońsku k. Ciechanowa. Wdowa, Maria Świętochowska (później Grossman) prowadziła do 1959 roku muzeum poświęcone pisarzowi. Zmarła 14 stycznia 2004 roku w wieku 101 lat.
Jego syn Ryszard Świętochowski był działaczem politycznym. Od 1984 roku Aleksander Świętochowski jest patronem założonej przez siebie szkoły w Gołotczyźnie – aktualnie Zespołu Szkół Centrum Kształcenia Rolniczego.

## Odznaczenia
- Złoty Wawrzyn Akademicki (5 listopada 1935)[5].

## Poglądy literackie i polityczne
Jego manifest My i wy (1871) i Praca u podstaw (1873) zawierają główne założenia programowe pozytywizmu. W życiu wyznawał liberalizm, a w okresie międzywojennym był publicystą opozycyjnym wobec sanacji.
Twórczość Świętochowskiego obejmuje dramaty o tematyce filozoficzno-moralnej oraz historii idei.
W roku 1927 otrzymał nagrodę literacką miasta Łodzi. W końcowym etapie życia zmienił poglądy. Jako inteligencki radykał i lewicujący liberał, skierował się w prawą stronę, zbliżając się do Narodowej Demokracji.

## Twórczość
Wydania zbiorowe Pism (1896–1900), II. wyd. (1908–1909), 7 t. zawiera: I–II. Obrazki powieściowe, III. Bajki, IV–VI. Utwory dramatyczne, VII. Duchy, cz. I–III. (cz. IV–VI. w r. 1909 jako VIII. t. Pism, poemat dramatyczny prozą, główne dzieło Świętochowskiego). Pamiętnik drukowany w „Wiadomościach literackich” (1931/1932). Wydał ponadto: Genealogia teraźniejszości (1936), powieść Twinko (1936).
Książka dla młodzieży: Czcigodni Polacy. Charaktery (1923).
Dramaty:
- 1876 – Niewinni, Nieśmiertelne dusze. I. Ojciec Makary
- 1878 – Piękna
- 1879 – Dramata (Antea, Na targu, Helvia, Poddanka, Błazen, Za maską)
- 1885 – Aspazja
- 1888 – Aureli Wiszar
- 1889 – Regina
- 1923 – Hultaj (komedia)

Utwory powieściowe:
- 1879 – O życie (Damian Capenko, Chawa Rubin, Karl Krug)[10]
- 1880 – Klemens Boruta[11]
- 1914 – Drygałowie
- 1929 – Nałęcze

Studia filozoficzne:
- 1877 – O powstawaniu praw moralnych, Dumania pesymisty
- 1878 – Wolter
- 1880 – O epikureizmie
- 1896 – Poeta jako człowiek pierwotny
- 1906 – O prawach człowieka i obywatela. O prawach mniejszości
- 1910 – Utopie w rozwoju historycznym
- 1911 – Ofiarność obywatelska
- 1912 – Źródła moralności
- 1925–1928 – Historia chłopów polskich w zarysie